# Grand Prix Kalmar Road Race
Le Grand Prix Kalmar Road Race (officiellement Hansa Bygg Grand Prix Kalmar Road Race) est une course cycliste suédoise disputée dans la commune de Kalmar. Créée en 2017, elle fait partie de l'UCI Europe Tour, en catégorie 1.2. Elle est par conséquent ouverte à d'éventuelles équipes continentales professionnelles suédoises, aux équipes continentales, à des équipes nationales et à des équipes régionales ou de clubs. Les UCI ProTeams (première division) ne peuvent pas participer.
L'édition 2020 est annulée en raison de la pandémie de coronavirus,.

## Palmarès
| Année | Vainqueur          | Deuxième        | Troisième            |
| ----- | ------------------ | --------------- | -------------------- |
| 2017  | Rasmus Bøgh Wallin | Jonas Ahlstrand | Jonas Aaen Jørgensen |
| 2018  | Gustav Höög        | Sindre Haugsvær | Frederik Irgens      |
| 2019  | Norman Vahtra      | Rait Ärm        | Ramon Van Bokhoven   |